# Província d'Ömnögovi
Ömnögovi (Өмнөговь, 'Gobi del Sud' en mongol) és una de les 21 províncies (aimags) de Mongòlia. La seva capital és la ciutat de Dalanzadgad. Ocupa una superfície de 165.380 km², és l'aimag més extens de Mongòlia, i té una població (2008) de 50.681 habitants. Presenta gran riquesa minera, incloent l'or i el coure. Hi ha oasis on es practica l'agricultura. Té atractius turístics com els penya-segats en flames, el Parc Nacional Gobi Gurvansaikhan i Khongoryn Els -“Les dunes de sorra que canten”. Disposa de l'aeroport de Dalanzadgad (ZMDZ/DLZ) amb vols a (i des de) Dalanzadgad.

## Galeria

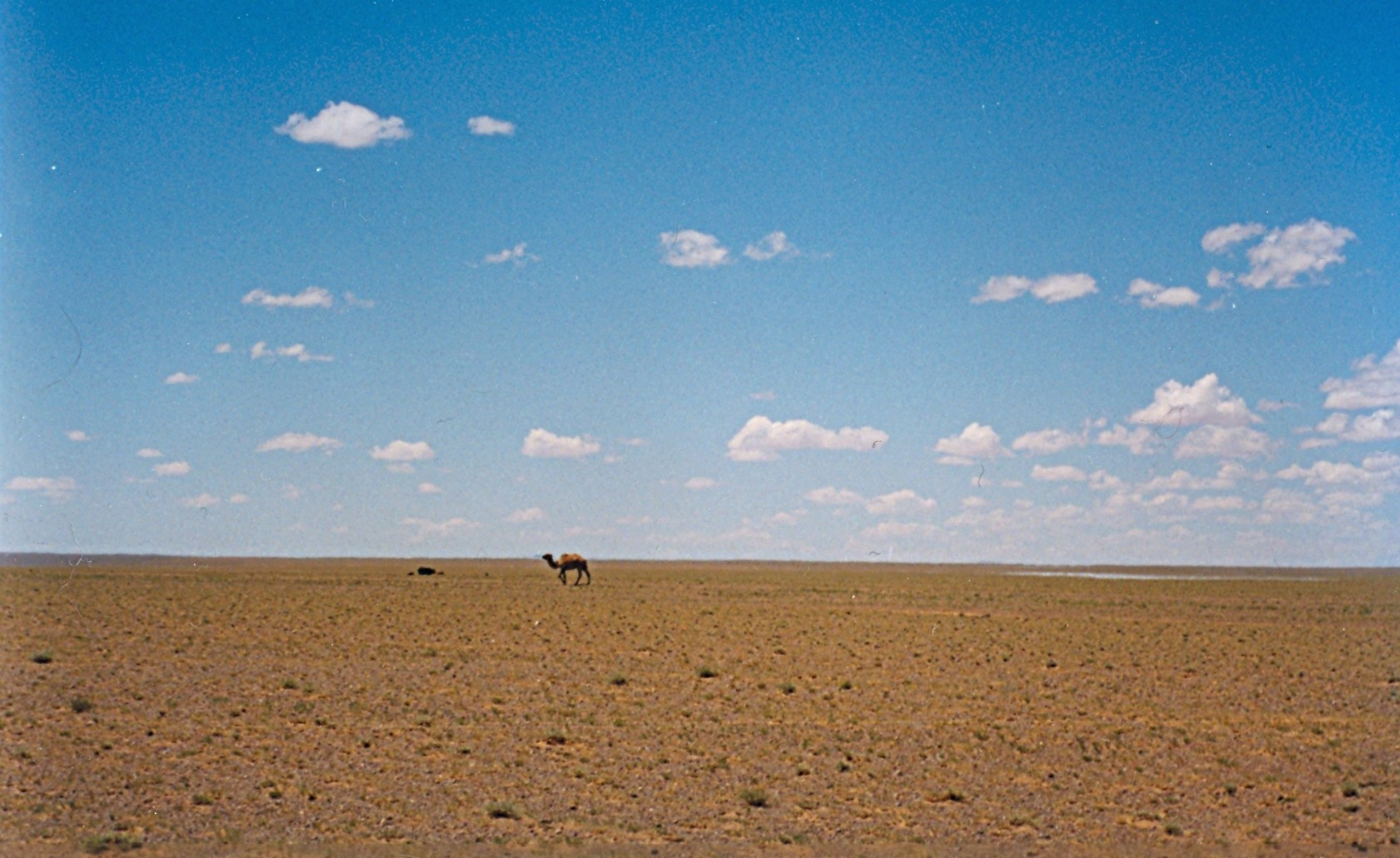
Paisatge d'Ömnögovi
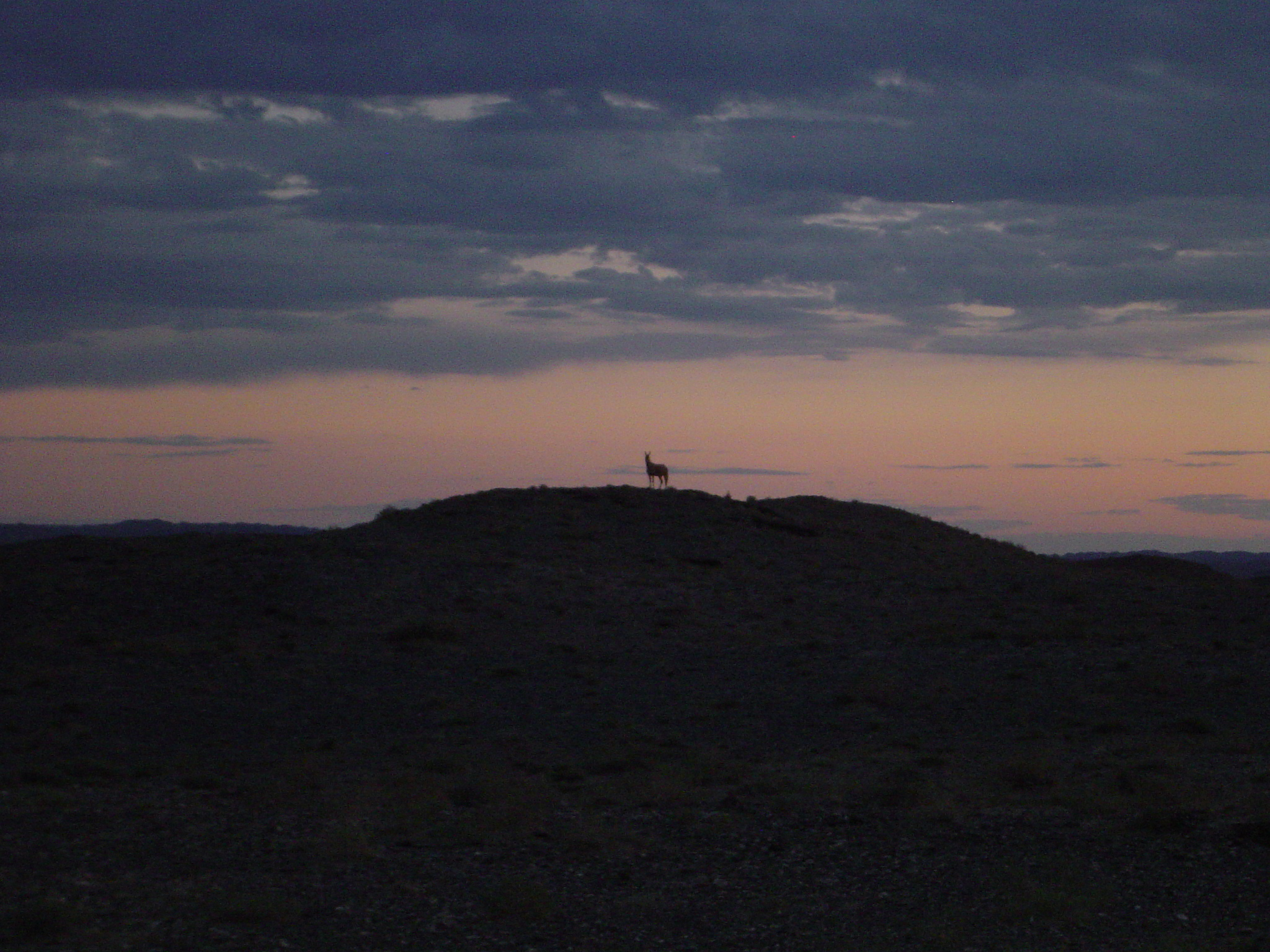
A Khulan (ase silvestre de Mongòlia) al Gobi d'Ömnögovi
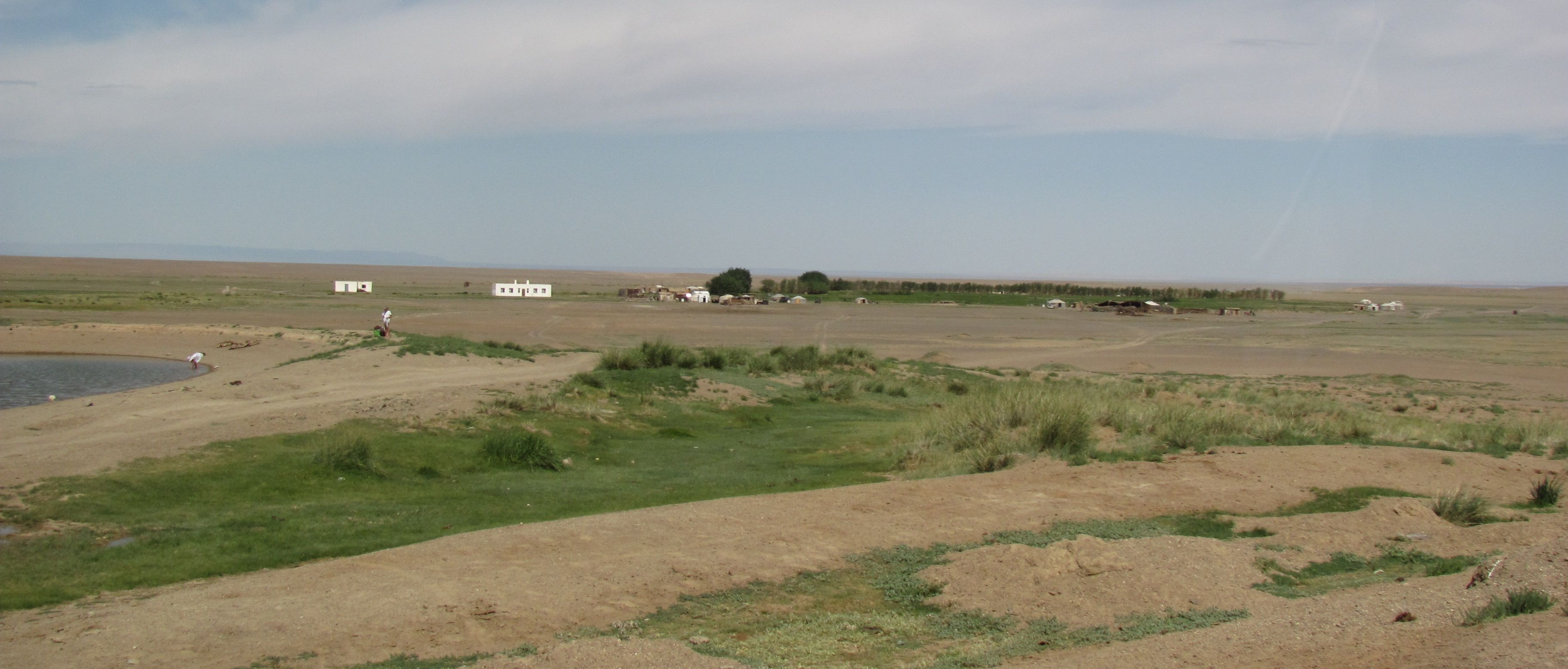
Oasi Dal
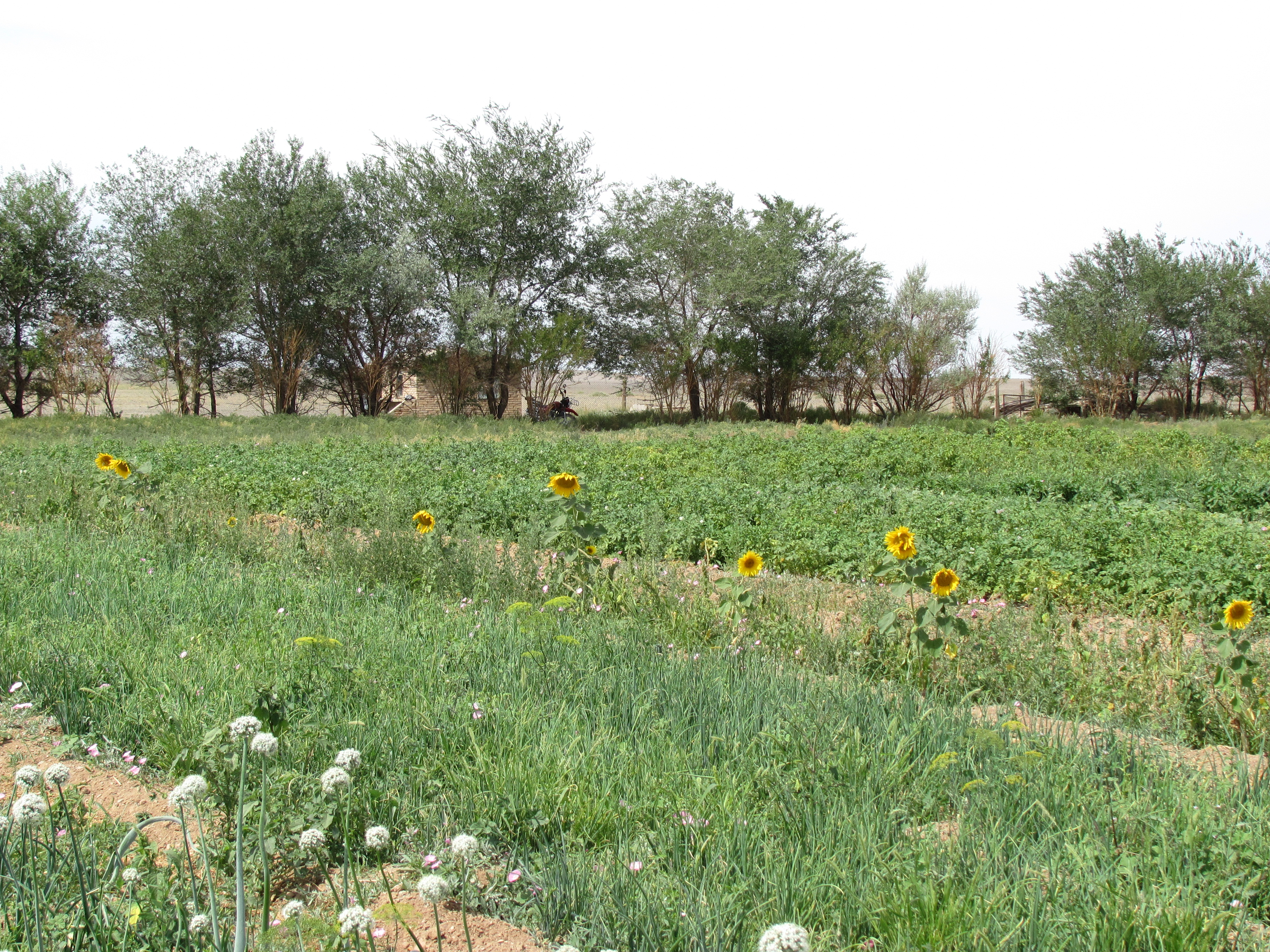
Cultius a l'oasi de Dal